# Wilfried Turk
Wilfried Turk (* 23. Juli 1941; † 29. Juni 2012 in Bremen) war ein deutscher Architekt und Präsident der Architektenkammer Bremen.

## Biografie
Turk absolvierte das Gymnasium an der Parseval-Straße in Bremen. Er studierte Architektur an einer Technischen Universität und wurde Diplom-Ingenieur. Er war verheiratet und hatte mehrere Kinder.

Er wirkte in Bremen bis nach 2000 mit Partnern, seit 1972 in dem Architekturbüro Turk, Borchers und Richter. Spezialisiert war er auf Sozialbauten wie Kindergärten und Altenzentren. Seine bedeutsamen Werke waren u. a. das Altenzentrum Horn-Lehe, das Altenzentrum in Ichons Park mit Landhaus Caesar-Ichon in Oberneuland, das Altenzentrum Rembertistift, die Stiftungsresidenz Riensberg, die Wohnanlage Hoffmannspark an der Wümme-Niederung, ein Berufsbildungswerk in Stendal, ein Seniorenwohnheim in Nordhorn und das Seniorenpflegeheim Waisenallee in Lübeck.

### Weitere Mitgliedschaften
- Turk war von 1988 bis 2002 Präsident der Architektenkammer Bremen als Nachfolger von Wilhelm Klocke; sein Nachfolger wurde 2002 Michael Frenz. Zuvor war er u. a. Vorsitzender des Städtebauausschusses der Kammer.
- Mitgründer des Vereins Freunde des Sendesaales von Radio Bremen.

## Bauten
- 1974: Altenzentrum Horn-Lehe der Bremer Heimstiftung, Brucknerstraße 15[1]
- 197?: Altenwohnheim Haferkamp in Bremen – Utbremen, Erweiterungsbauten
- 197?: Altenwohnheim Marcusallee 39 in Bremen – Horn-Lehe, Erweiterungsbauten
- 197?: Altenwohnheim Isabethensift in Bremen – St. Magnus, Erweiterungsbauten[2]
- 1975 bis 1979: Stiftungsresidenz Ichon-Park der Bremer Heimstiftung in Bremen – Oberneuland, Oberneulander Landstraße Nr. 70.[3]
- 1975/85: Altenzentrum Rembertistift  in Bremen-Mitte
- 1982: Stiftungsresidenz Riensberg der Bremer Heimstiftung für 300 ältere Menschen[4]
- 1984: Wohnanlage Hoffmannspark an der Wümme-Niederung[5]
- 1993: Studentenwohnheim Luisental II in Horn-Lehe[6]
- 1994: Altenzentrum Dillener Straße der Gewosie in Bremen – Blumenthal[7]
- 1992/2001: Berufsbildungswerk für verhaltensgestörte Jugendliche in Stendal.[8]
- 1994: Seniorenwohnheim in Nordhorn
- 2005: Seniorenpflegeheim Waisenallee in Lübeck[9]

## Veröffentlichungen
- Sparkasse Bremen (Hg.) mit Turk und anderen Autoren: Das Bremer Haus – Geschichte – Programm – Wettbewerb. Sparkasse Bremen, Bremen 1982.
- Turk und Andere: Planungshilfe – Brandschutz in Altenpflegeheimen. Kuratorium Deutsche Altenhilfe (Hg.), Köln 2003.